# Club Sportiv Gaz Metan Mediaș
Il CS Gaz Metan Mediaș (nome completo Club Sportiv Gaz Metan Mediaș) è stata una società calcistica rumena con sede nella città di Mediaș.

## Storia
Il club è stato fondato nel 1945 col nome Karres Mediaș. La prima promozione in Divizia A risale al 1947. Disputa il primo campionato col nome CSM Mediaș terminandolo all'undicesimo posto. Finisce la stagione 1948-1949 (disputata come Gaz Metan) all'ultimo posto venendo così retrocessa in Divizia B. Nel 1951, mentre disputava il campionato cadetto, giunse in finale di Coppa di Romania persa 3-1 contro lo Steaua Bucarest.
Segue in lungo periodo durante il quale occupa posizioni di centro classifica nella Divizia B fino al 1972 quando viene retrocesso in Divizia C. Risale l'anno successivo ma segue un nuovo periodo passato tra la Divizia B e la Divizia C.
La seconda promozione nel massimo campionato arriva nel 2000 ma dopo una sola stagione viene retrocesso. Alla guida di Cristian Dumitru Pustai nel 2008 per la terza volta nella sua storia viene promosso in Liga I.
Nel 2011 la squadra fece la sua prima partecipazione nelle coppe europee, raggiungendo i play-off in Europa League 2011-2012, dopo aver eliminato il ben più quotato Mainz e venendo eliminata dall'Austria Vienna.

## Palmarès

### Competizioni nazionali
- Liga II: 2

1999-2000, 2015-2016

### Altri piazzamenti
- Coppa di Romania:

Finalista: 1951
Semifinalista: 2011-2012, 2017-2018
- Liga II:

Secondo posto: 2007-2008 (Serie II)

## Organico

### Rosa 2021-2022
Aggiornata al 3 marzo 2022.
| N. |                          | Ruolo | Calciatore        |
| -- | ------------------------ | ----- | ----------------- |
| 1  | Romania (bandiera)       | P     | Simion Bumbar     |
| 2  | Romania (bandiera)       | D     | Mihai Țala        |
| 5  | Romania (bandiera)       | C     | Vlad Domsa        |
| 8  | Guinea-Bissau (bandiera) | C     | Francisco Júnior  |
| 9  | Nigeria (bandiera)       | A     | Christian Irobiso |
| 11 | Romania (bandiera)       | C     | Paul Costea       |
| 13 | Capo Verde (bandiera)    | D     | Mathaus           |
| 14 | Romania (bandiera)       | D     | Eduard Avram      |
| 15 | Romania (bandiera)       | C     | Ramon Gașpar      |
| 16 | Romania (bandiera)       | A     | Raul Orlandea     |
| 17 | Romania (bandiera)       | A     | Luis Nițu         |
| 19 | Romania (bandiera)       | C     | Călin Harfaș      |

| N. |                      | Ruolo | Calciatore               |
| -- | -------------------- | ----- | ------------------------ |
| 20 | Romania (bandiera)   | C     | Razvan Covaci            |
| 23 | Romania (bandiera)   | C     | Denis Ursu               |
| 24 | Romania (bandiera)   | D     | Cristian Cimpean         |
| 25 | Argentina (bandiera) | D     | Patricio Matricardi      |
| 27 | Francia (bandiera)   | D     | Ismaël Kanda             |
| 34 | Romania (bandiera)   | A     | Dragoș Iancu             |
| 69 | Comore (bandiera)    | A     | Nasser Chamed (capitano) |
| 70 | Romania (bandiera)   | C     | Raul Șteau               |
| 77 | Romania (bandiera)   | A     | Lucian Noian             |
| 98 | Romania (bandiera)   | D     | Cristian Maxim           |
| 99 | Romania (bandiera)   | P     | Erik Grosz               |

### Rosa 2020-2021
| N. |                           | Ruolo | Calciatore       |
| -- | ------------------------- | ----- | ---------------- |
| 2  | Brasile (bandiera)        | D     | Gabriel Moura    |
| 3  | Brasile (bandiera)        | D     | Yuri Matias      |
| 5  | Rep. Ceca (bandiera)      | D     | Ondřej Bačo      |
| 7  | Romania (bandiera)        | C     | Răzvan Trif      |
| 8  | Guinea-Bissau (bandiera)  | C     | Francisco Júnior |
| 9  | Romania (bandiera)        | A     | Luis Nițu        |
| 10 | Comore (bandiera)         | A     | Nasser Chamed    |
| 11 | Romania (bandiera)        | C     | Paul Costea      |
| 12 | Romania (bandiera)        | P     | Răzvan Pleșca    |
| 13 | Romania (bandiera)        | C     | Ronaldo Deaconu  |
| 14 | Romania (bandiera)        | D     | Eduard Avram     |
| 15 | Romania (bandiera)        | D     | Andrei Capră     |
| 16 | Romania (bandiera)        | C     | Daniel Nicula    |
| 17 | Romania (bandiera)        | C     | Sebastian Bîrsan |
| 18 | Romania (bandiera)        | C     | Rareș Dogaru     |
| 20 | Rep. del Congo (bandiera) | C     | Yves Pambou      |
| 21 | Romania (bandiera)        | D     | Mihai Butean     |
| 22 | Romania (bandiera)        | C     | Ovidiu Horșia    |
| 23 | Romania (bandiera)        | D     | Bogdan Jica      |

| N. |                       | Ruolo | Calciatore           |
| -- | --------------------- | ----- | -------------------- |
| 24 | Italia (bandiera)     | D     | Roberto Romeo        |
| 25 | Romania (bandiera)    | D     | Ionuț Larie          |
| 26 | Romania (bandiera)    | A     | Gabriel Plumbuitu    |
| 27 | Brasile (bandiera)    | C     | Eric                 |
| 29 | Portogallo (bandiera) | A     | Zé Manuel            |
| 30 | Romania (bandiera)    | P     | Andrei Cristea-David |
| 31 | Romania (bandiera)    | P     | Alexandru Buzbuchi   |
| 33 | Romania (bandiera)    | D     | Răzvan Horj          |
| 35 | Romania (bandiera)    | A     | Mihai Mateș          |
| 44 | Romania (bandiera)    | C     | Sergiu Ciocan        |
| 70 | Portogallo (bandiera) | A     | Idrisa Sambú         |
| 71 | Romania (bandiera)    | A     | Vlad Morar           |
| 77 | Senegal (bandiera)    | A     | Adama Sarr           |
| 91 | Portogallo (bandiera) | A     | Ricardo Valente      |
| 92 | Haiti (bandiera)      | C     | Bryan Alceus         |
| 98 | Romania (bandiera)    | D     | Mihai Velisar        |
| 99 | Romania (bandiera)    | P     | Albert Popa          |
|    | Francia (bandiera)    | D     | Ismael Kanda         |

### Stagioni passate
- stagione 2010-2011
- stagione 2013-2014
- stagione 2017-2018
- stagione 2018-2019
- stagione 2019-2020